# Josep Maria Rovira i Brull
Josep Maria Rovira i Brull ( Barcelona, 1926 - Mataró, 2000) fue un pintor barcelonés. Entre los años 1948-1956 expuso con los artistas de Gràcia y en los Salones de Octubre (Barcelona).  Como grafista, trabajó en el campo de la publicidad en Publicidad Zen, regentada por Alexandre Cirici y Francesca Granados. Ilustrará varios libros y carteles.
En 1957 fundó, junto con Hernández Pijuán, Eduard Alcoy, Carles Planell y Terri el Grupo Sílex
En 1958 Rovira-Brull realizó dos murales para el vestíbulo de la fábrica Tíntex SA que hoy pueden admirarse en la Biblioteca Pompeu Fabra de Mataró. Se establece en el Maresme en 1957. Primero en Premià de Mar y en 1961 en Mataró participando activamente en la vida cultural de la ciudad. Expone por Europa y América . Su compromiso se manifiesta en pinturas, collages, grabados y esculturas neosimbolistas que conjugan el espíritu de lucha de la generación de posguerra y la expresión poética. Por encargo del Ayuntamiento de Mataró crea la escultura Laia l'arquera que constituye uno de los símbolos emblemáticos de la ciudad. 
Fue patrocinado por la galería de arte Sala Gaudí Barcelona, que expuso su obra durante la mayor parte de los años 70 y principios de los 80, la llevó a la Feria Internacional de Basilea entre 1976 y 1980, y hoy en posee todavía una gran parte.